# Phragmanthera baumii
Phragmanthera baumii är en tvåhjärtbladig växtart som först beskrevs av Engl. & Gilg, och fick sitt nu gällande namn av R.M. Polhill & D. Wiens. Phragmanthera baumii ingår i släktet Phragmanthera och familjen Loranthaceae. Inga underarter finns listade i Catalogue of Life.